# Limnodriloides virginiae
Limnodriloides virginiae är en ringmaskart som beskrevs av Erséus 1982. Limnodriloides virginiae ingår i släktet Limnodriloides och familjen glattmaskar. Inga underarter finns listade i Catalogue of Life.